# Melrand
Melrand är en kommun i departementet Morbihan i regionen Bretagne i nordvästra Frankrike. Kommunen ligger i kantonen Baud som tillhör arrondissementet Pontivy. År 2022 hade Melrand 1 559 invånare.

## Befolkningsutveckling
Antalet invånare i kommunen Melrand
| Referens: INSEE |